# 大陸ドリップ説

北を上にしたクラシックな世界地図では、大陸の南端が下のほうに滴っている（ドリップ）ようにみえる

大陸ドリップ説（たいりくドリップせつ、Continental drip theory）とは、地図上で、南に向かって細くなっている地形の大陸のほうが北に細くなっている地形よりもはるかに多く、また目にとまりやすいという観測であり説である。たとえば、アフリカ、南アメリカ、インド亜大陸、グリーンランドは南に向かって細くなっている。大陸ドリップ説という名称は、大陸移動説（continental drift theory）とかけた言葉あそびである。

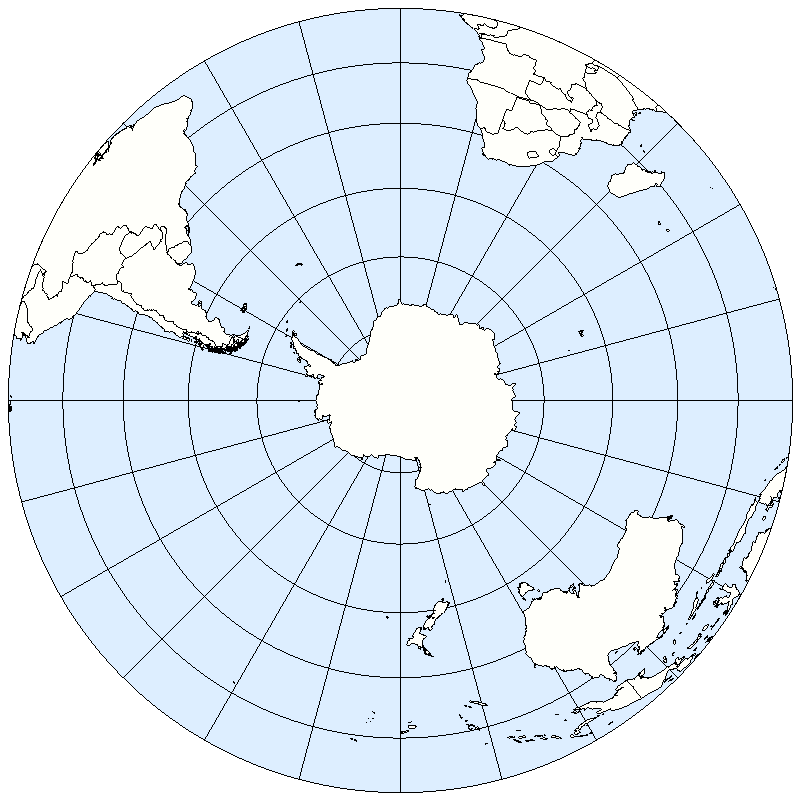
南極を上からみたときの南半球

この発見は、1973年にオーモンド・デ・ケイという人物が冗談半分に出版した論文に書かれている。デ・ケイはそれを「地図を虚心坦懐に眺めたことで生じた、大地を揺るがすような新たな理論」として紹介している。これは当時の、大陸移動説を洗練し、理論化するものとして受容されつつあったプレートテクトニクスをあざけるものであった。もちろんプレートテクトニクスは現代では当然のように受け入れられている。デ・ケイによれば、バハ・カリフォルニア半島やフロリダ州、ユトランド半島（イタリア、ギリシャ、スペイン、スカンディナヴィア、クリミア）をのぞくヨーロッパ半島全体、東南アジア、マレー半島、インドシナ半島なども大陸よりも小さい地形ながらドリップとして考えられる。
ジョン・C・ホールデンはこの説を下敷きに、1976年に自分なりのアイデアをこめた論文を雑誌『再現不可能性』(Journal of Irreproducible Results)に掲載した。ホールデンは、大陸ドリップ説を拡張して、Südpolarfluchtkraft (南極逃力)がSüdpolarfluchttropfen (南極逃滴)を生みだすと、架空のドイツ語を駆使して論じた。そしてこの「ドリップ」あるいは「サブドリップ」が北アメリカ、グリーンランド、南アメリカ、アフリカ、アラビア、インド、アジア、オーストラリアになったのだという考え方を提唱している。そしてその反対に、スリランカや南極は「反ドリップ」を形づくっている。なぜなら南極は、地図を逆さまにしてみたら（南が上の世界地図でみたら）、あらゆる大陸が下落していった結果、世界の頂点に位置しているからである。ただし彼がこの論文のなかで引用している、オーストラリア、アフリカ、南アメリカ、インドをかつて含んでいたゴンドワナ大陸が、南極から分裂して北に向かって移動した、という論文は、彼が1970年にロバート・シンクレア・ディーツとの共著で出版した実際の論文である。